# پراویدنس (کنتاکی)
پراویدنس (به انگلیسی: Providence) شهری در ایالت کنتاکی کشور ایالات متحده آمریکا است که جمعیت آن در سرشماری سال ۲۰۱۰ میلادی، ۳٬۱۹۳ نفر بوده‌است.